# Municipio de Cuba (Dakota del Norte)
El municipio de Cuba (en inglés: Cuba Township) es un municipio ubicado en el condado de Barnes en el estado estadounidense de Dakota del Norte. En el año 2010 tenía una población de 76 habitantes y una densidad poblacional de 0,82 personas por km².

## Geografía
El municipio de Cuba se encuentra ubicado en las coordenadas 46°51′4″N 97°51′37″O / 46.85111, -97.86028. Según la Oficina del Censo de los Estados Unidos, el municipio tiene una superficie total de 92.57 km², de la cual 92,49 km² corresponden a tierra firme y (0,09 %) 0,08 km² es agua.

## Demografía
Según el censo de 2010, había 76 personas residiendo en el municipio de Cuba. La densidad de población era de 0,82 hab./km². De los 76 habitantes, el municipio de Cuba estaba compuesto por el 94,74 % blancos y el 5,26 % eran de una mezcla de razas. Del total de la población el 5,26 % eran hispanos o latinos de cualquier raza.